# Diaphanidae
Famille
Les Diaphanidae  sont une famille de mollusques gastéropodes, de l'ordre des Cephalaspidea.

## Liste des genres
Selon World Register of Marine Species (22 mars 2015) :
- sous-famille Diaphaninae Odhner, 1914 (1857)
  - genre Colobocephalus M. Sars, 1870
  - genre Colpodaspis M. Sars, 1870
  - genre Diaphana T. Brown, 1827
  - genre Woodbridgea S. S. Berry, 1953
- sous-famille Toledoniinae Warén, 1989
  - genre Bogasonia Warén, 1989
  - genre Newnesia E. A. Smith, 1902
  - genre Toledonia Dall, 1902